# Orczy tér
Az Orczy tér egy közterület Budapest VIII. kerületében (Józsefvárosban) a Baross utca, a Kőbányai út, illetve a Fiumei út és az Orczy út kereszteződésében. Az tér és környéke jelenleg régóta megújulásra váró rehabilitációs terület, amelynek még van hova fejlődnie, azonban nem lakhatatlan és érződik a rehabilitáció hatása.

## Története
A Budapest VIII. kerületében elhelyezkedő Orczy tér történetre igen régre nyúl vissza, névadója az 1700-as évekbeli Orczy család leszármazottja, Orczy Lőrinc.
Itt működött 1867-2005 között a MÁV első saját pesti fejpályaudvara, amelynek 1885-1936 között szünetelt a személyforgalma. A 2012-2014 között átépített felvételi épületben Sorsok Háza néven holokauszt emlékhelyet tervezett nyitni a kormány, erre azonban azóta sem került sor. A környék századfordulóra kiépülő villamosjáratai számára a Baross kocsiszínt 1889-ben adták át. A tértől délkeleti irányban terül el az 1870-1988 között üzemelt Ganz–MÁVAG gyártelep. A vasúti járműgyártás egyik meghatározó hajdani hazai komplexumának hatalmas csarnokaiban a 2010-es évek óta ázsiai piac üzemel. A felhagyott pályaudvar és a Köbányai út között üzemel a Magyar Posta 1984-1989 között épült Hírlap Logisztikai Központja. A tér délnyugati sarkában, a Csobánc utca torkolatában korábban parlagon heverő üres telkeken 1996-2006 között épültek fel az Orczy Fórum irodaház és lakópark tömbjei.
A második világháborút követően évről évre történtek kisebb fejlesztések, viszont mára Budapest egyik leginkább elhanyagolt közterületévé vált. A környékén kritikus a közbiztonság és a tisztaság, az erre a problémára megoldást nyújtó 2019-re tervezett felújításokból csupán a villamos kocsiszín korszerűsítése valósult meg. Az állapotok azóta sem javultak számottevően.

## Közlekedése
- Villamos:  23, 24, 28, 28A, 62
- Trolibusz:  72
- Autóbusz:  9, 217E
- Éjszakai autóbusz:  909, 909A

## A tér korszerűsítése
Az Orczy tér rekonstrukciós munkálatait megalapozó tanulmánytervet készíttetett a BKK 2017-18-ban. A projekt folyamán a BKV vágányfelújítási, az MTK sportlétesítményépítési, Józsefváros út-rehabilitációs projektjeit, továbbá a főváros kerékpárforgalmi és hosszútávú villamoslétesítmény-gazdálkodási terveit kellett úgy összehangolni, hogy az eredmény alapvetően funkcionális, kivitelezhető, mégis építészeti értékeiben jóra értékelhető legyen.
A felújítást a főváros 2018 nyarán jelentette be. A cél az volt, hogy az Orczy tér a XXI. század elvárásai szerint szépüljön meg és váljon a környék központjává. Az akkori tervek szerint a felújításnak 2019-ben kellett volna indulnia, azonban a projektből csak a villamospálya és a hozzá kapcsolódó megállók korszerűsítése valósult meg.
2020 nyarán a koronavírus járvány gazdasági következményei miatt a tér felújítását elhalasztották. 2020 őszén, egy VIII. kerületi lakossági fórumon a kerület jelezte, hogy a korábbi városvezetés által elindított projektnek nem volt megfelelő pénzügyi fedezete, ezért a beruházást felül kellett vizsgálniuk.
A 2023-as józsefvárosi részvételi költségvetésben az "Orczy tér élhetőbbé tétele" kapta a legtöbb szavazatot. A júliusi képviselő-testületi ülés tárgyalásai után remélhetőleg elkezdődhet a rehabilitáció.